# Mariana Vitória de Bourbon
Mariana Vitória ou Maria Ana Vitória de Bourbon (Madrid, 31 de março de 1718 – Lisboa, 15 de janeiro de 1781) foi a esposa do rei José I de Portugal, sendo rainha consorte de 1750 até 1777, além de regente durante os últimos meses de vida do marido, entre 1776 e 1777.
Filha de Filipe V da Espanha e de sua segunda esposa, Isabel Farnésio, era conhecida como "Infanta-Rainha" por ter sido enviada para a França com apenas quatro anos de idade para se casar com o rei Luís XV, em 1722. No entanto, a incapacidade de gerar descendentes, intrínseca a pouca idade, fez com que Mariana Vitória fosse devolvida para a Espanha, onde seu pai lhe arranjou um novo casamento.
Em 1727, aos nove anos de idade, Mariana Vitória casou-se com José, Príncipe do Brasil, o futuro rei José I de Portugal. O casal teve quatro filhas que chegaram à idade adulta, incluindo a futura rainha Maria I, chamada "a Piedosa" e "a Louca". Ela atuou como conselheira de sua filha durante o seu reinado.
Mariana Vitória morreu em 1781, pouco tempo depois de regressar de uma vigem ao seu irmão Carlos III na Espanha, onde negociou o casamento entre seu neto, o infante João, e a neta de Carlos, a infanta Carlota Joaquina.

## Início de vida

### Nascimento

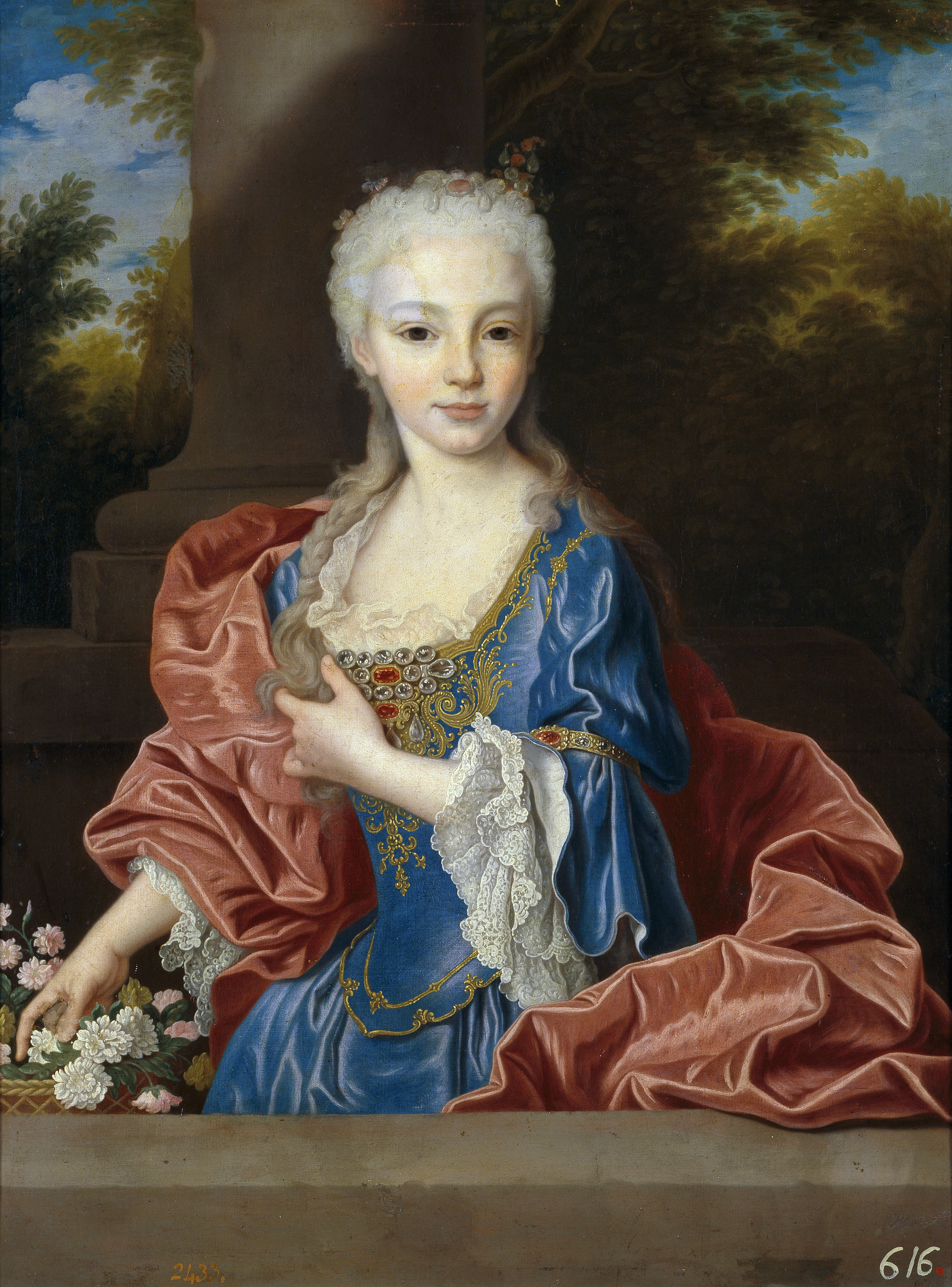
Mariana Vitória de Bourbon (Jean Ranc, c. 1725-1728)

Nascida no Real Alcázar de Madrid, em 31 de março de 1718, Mariana Vitória era a filha  primogénita do rei Filipe V da Espanha e de sua segunda esposa, Isabel Farnésio. Como Infanta da Espanha, ela detinha o direito ao tratamento de "Sua Alteza Real".
Os primeiros anos da infanta foram passados sem grandes preocupações entre os vários palácios reais na Espanha. Em dezembro e janeiro, a corte estanciava no Real Alcázar de Madrid, a velha residência que Filipe V substituiu, depois de um incêndio durante a Noite de Natal de 1734, pelo sumptuoso Palácio do Oriente. Em fevereiro, se dirigiam para o Bom Retiro. A páscoa era passada em Aranjuez e o Corpo de Deus em Madrid. No verão, estanciavam primeiro no Escorial (por seis semanas) e depois no Pardo, ao passo que em princípios de dezembro regressavam a Madrid. A partir de 1720, as estadias no Pardo foram substituídas pelas em Valsaín, onde Filipe V supervisionava as obras do Palácio Real de La Granja de San Ildefonso.
Familiarmente, era chamada afetuosamente de Marianina.

### Noiva do Rei da França

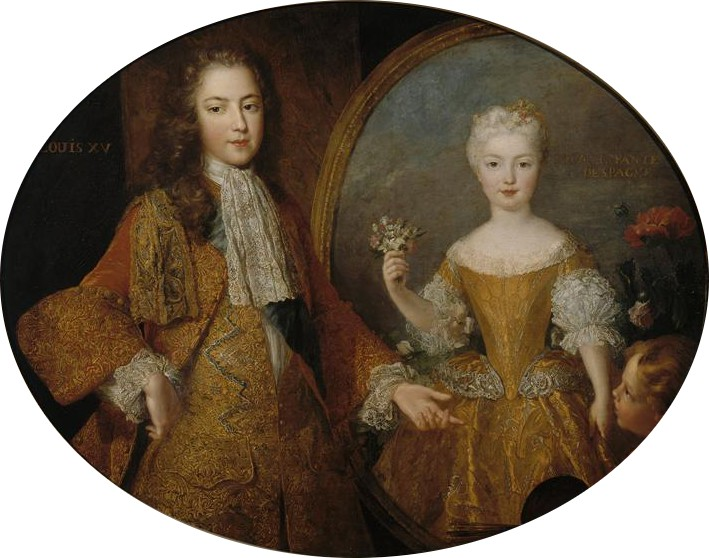
Luís XV e a Infanta Mariana Vitória (atribuído a Alexis Simon Belle, c. 1724)

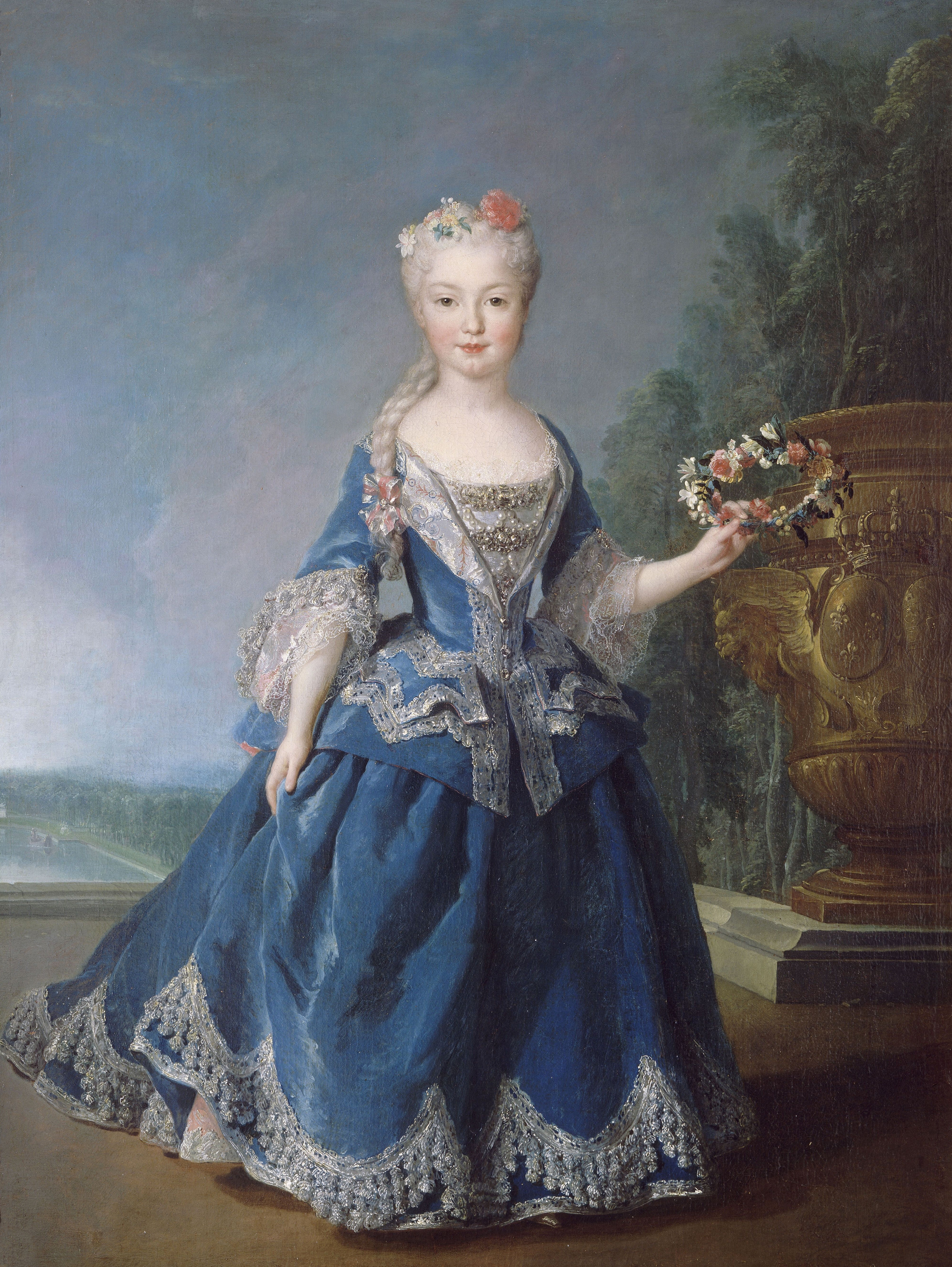
Mariana Vitória (Alexis Simon Belle, 1724)

Ainda muito jovem, Mariana Vitória foi prometida em casamento ao rei Luís XV da França, numa negociação dupla donde o seu irmão, Luís, Príncipe das Astúrias, se casaria ao mesmo tempo com Luísa Isabel de Orleães, filha do Regente da França durante a menoridade de Luís XV. A Troca das Princesas deu-se em janeiro de 1722, na ilha dos Faisões, no meio do rio Bidasoa.
Instalada em Paris, a "Infanta-Rainha" (Infante-reine), como passou a ser conhecida, habitou inicialmente no Palácio do Louvre, ao passo que Luís XV manteve a sua residência nas Tulherias. Em junho do mesmo ano de 1722, Mariana Vitória mudou-se para Versalhes e lá foi acomodada nos apartamentos que haviam sido ocupados por sua bisavó, Maria Teresa, consorte de Luís XIV, e depois por sua avó, Maria Ana Vitória da Baviera, onde permaneceu até a sua partida da França.

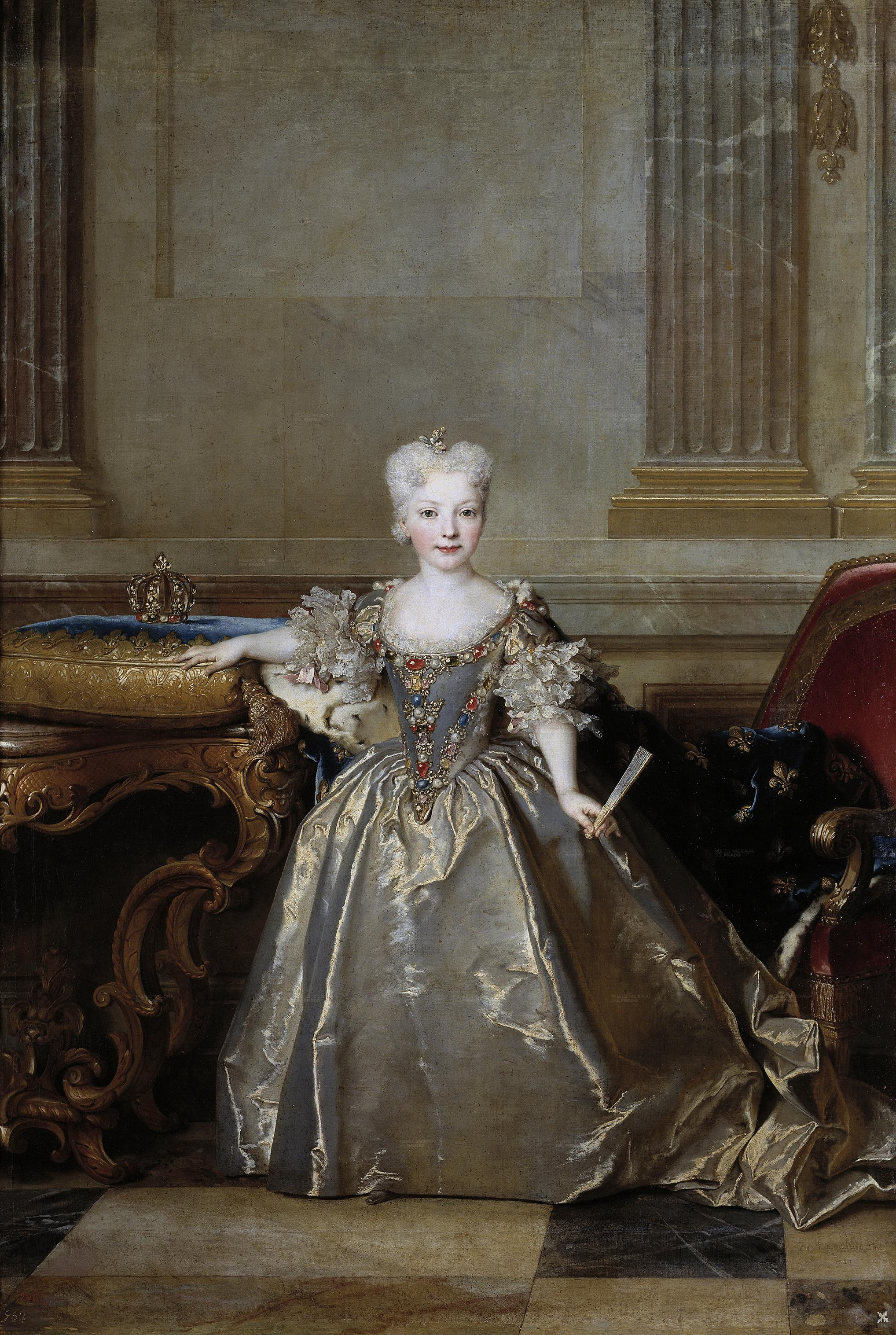
Mariana Vitória trajando manto flor-de-lis da corte francesa.
Por Nicolas de Largillière, 1724

Em 1725, no entanto, o compromisso foi quebrado. O motivo foi puramente de ordem política; com a morte do regente, em finais de 1723, o Duque de Bourbon, novo primeiro-ministro da França temia que se Luís XV morresse sem filhos, a Coroa poderia ser herdada pelo duque de Orleães, bem como pelo próprio Filipe V da Espanha, que nascido um príncipe francês e abdicado do trono espanhol, em 10 de janeiro de 1724, estaria livre para reenvidicar a Coroa da França. Nesta perspetiva, era, pois, urgente que Luís XV, que completara quatroze anos de idade em 15 de fevereiro de 1724, assegurasse a sucessão da Coroa. Como Mariana Vitória tinha somente seis anos, considerou-se que o tempo que importava esperar para o casamento ser consumado e, consequentemente, nascer um herdeiro, era demasiado longo. Ou seja, havia que escolher uma nova mulher para Luís XV. Tal implicava devolver a "Infanta-Rainha" a Espanha.
Embora Filipe V tenha, compreensivelmente, reagido muito mal à decisão francesa, esta acabou por se concretizar. Em 5 de abril de 1725, Mariana Vitória deixou para sempre Versalhes. No dia 17 do mesmo mês, já entregue ao representante enviado por seu pai, o Marquês de Santa Cruz, atravessou a fronteira para a Espanha. No dia 29, chegou em Guadalajara, onde finalmente reencontrou os pais, que na véspera haviam deixado Aranjuez. Em 30 de maio, a infanta, com grande solenidade, fez sua entrada em Madrid.
Várias fontes consideram que Mariana Vitória conservou até à morte uma enorme mágoa contra a França, aludindo um autor gaulês a "má vontade à nossa
nação, o que frequentemente manifestava". Outros usaram expressões como "aversão prodigiosa contra a corte de França", "rancor contra a nação francesa" e "ódio invencível pela nação francesa". O que não era totalmente verdade, já que a um diplomata que lhe comunicou, em junho de 1756, que a França chegara à paz com a Áustria, Mariana Vitória referiu-se a Luís XV como o "tronco da sua família". Em janeiro de 1757, comentou, em carta a Isabel Farnésio, o "horrível atentado" contra o soberano francês, referindo: "gostaria de saber o que é que o fez cometer um tão grande crime", dizendo recear que fosse algum herético, por motivos religiosos. Em 1767, fez a um outro embaixador gaulês numerosas perguntas sobre Luís XV e a restante família real francesa. E, em junho de 1774, lastimou, em carta a Carlos III, a morte do rei da França, "nosso primo", classificando-a como "coisa lamentável". Ao mesmo tempo, confidenciou à Jean-François de Bourgoing, que era, em 1777-1778, Secretário da legação francesa em Espanha, que "mantinha a recordação dos mínimos detalhes relativos à sua estada em França e, ao fim de 55 anos, lembrava-se das estátuas do jardim de Versalhes, das alamedas do parque, etc., como o poderia fazer no dia seguinte à sua partida". A quando sua filha Maria Ana Francisca de Bragança foi considerada uma potencial noiva para Luís, Delfim da França, filho e herdeiro de Luís XV, Mariana Vitória se opôs veemente a tal união, bem como uma união entre sua outra filha, Maria Doroteia de Bragança, com Luís Filipe II, Duque de Orleães, primo do rei Luís XV.

## Casamento

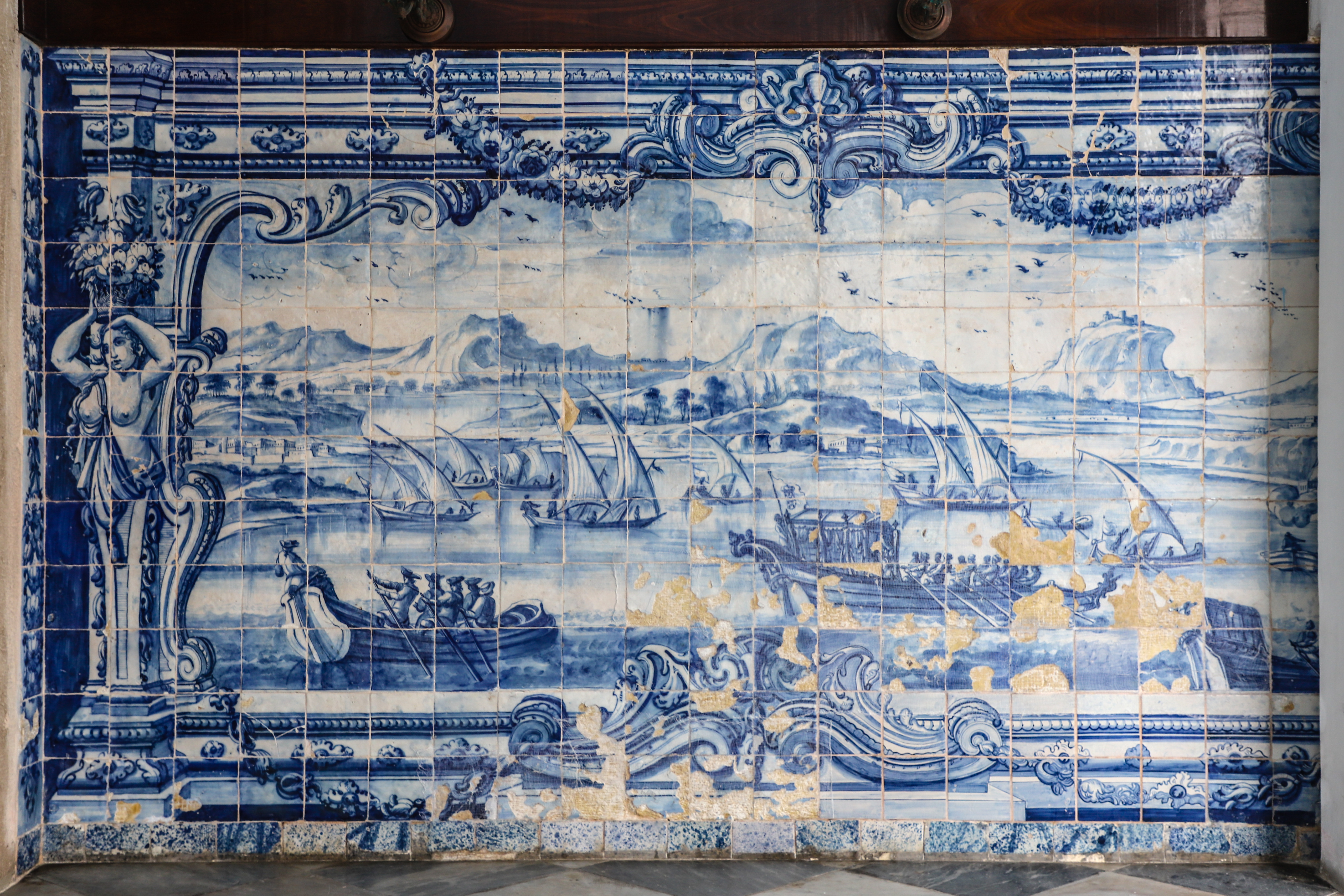
Azulejos retratando a Troca das Princesas (1729). Na Igreja de São Francisco, em Salvador, Brasil.

Em 27 de dezembro de 1727, aos nove anos de idade, Mariana Vitória casou-se por procuração, em Madrid, com José, Príncipe do Brasil, herdeiro da Coroa de Portugal. Em 19 de janeiro de 1729, deu-se a chamada Troca das Princesas; a filha de Filipe V rumou ao seu novo reino e para Espanha seguiu Bárbara, filha do rei João V de Portugal, também já casada por procuração com o futuro rei Fernando VI. O casamento de Mariana Vitória foi consumado em 1732, no dia em que completou quatorze anos de idade. Ela deu à luz quatro filhas, a futura rainha Maria I (1734), Maria Ana (1736), Maria Doroteia (1739) e Maria Benedita (1746). Mas esteve grávida pelo menos mais seis vezes, abortando sempre (1733, 1741, 1743, 1743, 1744 e 1752). Em 1750, seu marido tornou-se soberano reinante de Portugal, consequentemente, Mariana Vitória assumiu a dignidade de rainha consorte.

## Rainha
Em termos de organização do espaço no quotidiano, no tempo de José I, os membros da família real ausentavam-se de Lisboa, entre os primeiros dias de janeiro e 16 do mesmo mês, estanciando em Calhariz, Pancas e Pinheiro, onde a caça os ocupava. Assistiam depois ao tríduo do desagravo do desacato de Santa Engrácia, entre 16 e 18, saindo para Salvaterra, de novo para se entreterem em atividades cinegéticas. Regressavam depois da Páscoa, indo por vezes 15 dias para Almeirim, uma vez mais para a caça. Passavam o verão em Queluz – onde celebravam o São João e o São Pedro, com as magníficas festas organizadas pelo infante Pedro – e Mafra era a escolhida para o período de 1 a 15 de outubro. Ocasionalmente iam também a Vila Viçosa.

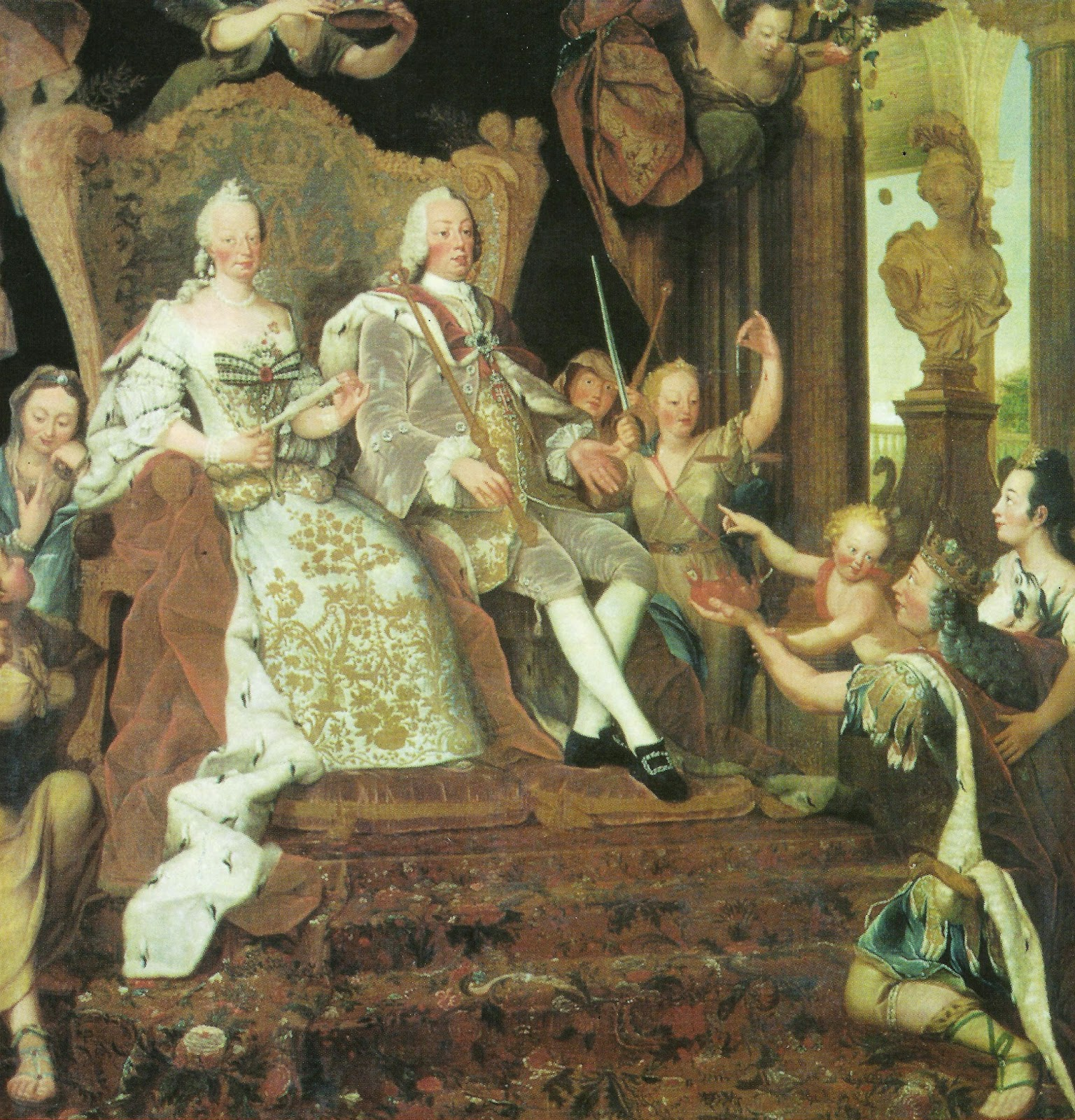
Aclamação de José I e Mariana Vitória como reis de Portugal.

Em 1750, falecia João V, e o marido de Mariana Vitória subia ao trono. A rainha tinha então trinta e dois anos e José I, trinta e seis anos. O reinado do marido de Mariana Vitória é sobretudo marcado pelas políticas do seu secretário de Estado, o Marquês de Pombal, que reorganizou as leis, a economia e a sociedade portuguesa, transformando Portugal num país moderno.
Depois do terramoto de Lisboa de 1 de novembro de 1755, o Paço da Ribeira foi destruído. Como José I se recusou, até à morte, a voltar a viver em casas de alvenaria, a família real ficou a habitar, provisoriamente, «em barracas de campanhas, uma légua distante da cidade para a parte do ocidente, onde estão os jardins reais». Às mesmas se referia Mariana Vitória em carta a Isabel Farnésio, em junho de 1756, dizendo que a sua «nova casa» era «muito bonita e grande». No mês seguinte, comentou: «encontro-me muito comodamente e com a mais bela vista do mundo»  A partir de março de 1757, passaram para as chamadas reais barracas da Ajuda, feitas de madeira. A rainha de Portugal descreveu esse novo alojamento como «muito bonito e cómodo». Lá tinha Mariana Vitória os seus aposentos, onde não faltava uma casa das embaixatrizes, para dar audiência às mulheres dos diplomatas estrangeiros, uma livraria e um «casa das gaiolas». Esta mostrava o seu gosto por aves, nomeadamente exóticas.
Quando seu marido foi declarado inapto para governar em 1774, devido a loucura, Mariana Vitória foi proclamada Regente, uma posição que manteve até à morte de seu marido. Após isso, ela tornou-se conselheira de sua filha, a futura Maria I.
No dia 24 de fevereiro de 1777, ao fim de quase um quarto século como rainha consorte – em que por duas vezes fora por José I encarregada da regência do reino - Mariana Vitória enviuvou. A primogénita do casal subiu ao trono com o nome de Maria I. Iniciava-se uma nova fase na vida da filha de Filipe V e de Isabel Farnésio.

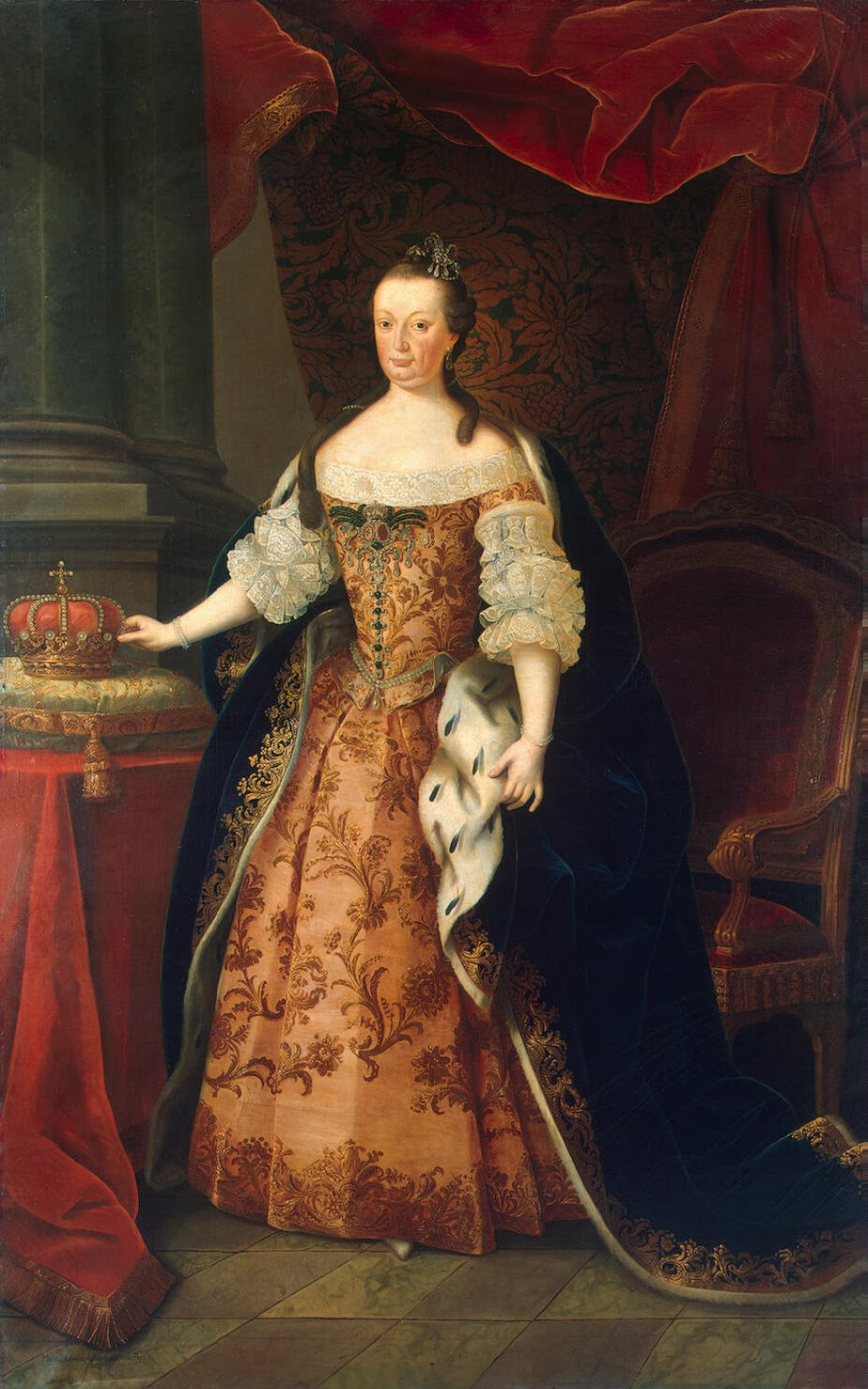
Rainha Mariana Vitória de Portugal (Miguel António do Amaral, c. 1773)

Perto do final da vida, entre outubro de 1777 e novembro de 1778, Mariana Vitória esteve em Espanha, revendo o irmão Carlos III – com quem nunca deixara de contactar por via epistolar – e ajudando a pacificar as duas monarquias ibéricas. A hipótese do encontro surgiu numa carta que a rainha viúva escreveu ao soberano espanhol a 20 de maio de 1777: 
| «alegro-me muitíssimo, irmão da minha vida, do que me dizes parecer-te que esta viagem, em lugar de causar dano, faria muito proveito assim o creio eu também, mas permite-me irmão de minhas entranhas, diz-me como faremos tudo isto». Ou seja, a rainha de Portugal solicitava a Carlos III que estipulasse o tempo, o lugar e o modo como tudo se deveria processar [...] «não quero que digam aqui que ando inventando jornadas e outras coisas» |

Mariana Vitória concluía evidenciando que, assim que em Portugal consentissem, iria de imediato, teria apenas de preparar a viagem. Cinco dias depois, continuava a insistir nos mesmos tópicos e sublinhava um aspeto: a jornada a Espanha era ainda mantida em segredo, pois «a rainha minha filha comunica tudo o que se passa com a corte» e as coisas de importância eram sempre tratadas com o marido, Pedro III.
A 31 de outubro, falando com a irmã a respeito da sua partida, Carlos III «derramou bastantes lágrimas e exigiu da mesma senhora a promessa de voltar a vê-lo dentro de dois ou três anos». A 4 de novembro, trocaram presentes95. Entre estes, conta-se o da princesa das Astúrias à sua tia de Portugal, que consistiu numa gaiola com um canário «que canta, move e garganteia e anda de um lado a outro, como se realmente fosse vivo ao impulso da máquina e corda que se lhe dá». Já a rainha-mãe de Portugal teve idênticas gentilezas, ofertando, por exemplo, à infanta Maria Josefa, um adereço de grisolitas e diamantes e umas manilhas de brilhantes. Não esqueceu as duas netas de Carlos III, Carlota Joaquina – futura rainha de Portugal, então criança de três anos de idade –, a quem deu um pluma de esmeraldas e diamantes, e Maria Luísa – de apenas um ano – , que recebeu uma pluma de diamantes e rubis.
Na Espanha, por influência da rainha, assinou-se em 1778 o tratado que estipulou dois casamentos: o do infante Gabriel, filho de Carlos III, com a sua neta Maria Ana Vitória, e o da infanta Carlota Joaquina, neta mais velha de Carlos III, com o infante João, o futuro D. João VI.

## Morte
Enquanto se encontrava em Espanha, Mariana Vitória teve um ataque de reumatismo e foi confinada a uma cadeira de rodas por algum tempo. Ela regressou a Portugal em novembro de 1778. 
Mariana Vitória morreu na Real Barraca da Ajuda, um edifício onde hoje é o atual Palácio Nacional da Ajuda. Ela foi primeiramente sepultada na Igreja de São Francisco de Paula em Lisboa, a qual mandou restaurar. Posteriormente ela foi trasladada para o Panteão Real da Dinastia de Bragança da Igreja de São Vicente de Fora também em Lisboa.

## Representações na cultura
- Troca de Rainhas (2017), interpretada por Juliane Lepoureau. O longa mostra a estadia da infanta na corte francesa.[38]

## Títulos, estilos, e honrarias

### Títulos e estilos
- 31 de março de 1718 – 19 de janeiro de 1729: Sua Alteza Real, a Infanta Mariana Vitória da Espanha
- 19 de janeiro de 1729 – 31 de julho de 1750: Sua Alteza Real, a Princesa do Brasil
- 31 de julho de 1750 – 24 de fevereiro de 1777: Sua Majestade Fidelíssima, a Rainha
- 24 de fevereiro de 1777 – 15 de janeiro de 1781: Sua Majestade Fidelíssima, a Rainha-Mãe

O estilo oficial de D. Mariana Vitória enquanto Rainha Consorte de Portugal: Pela Graça de Deus, Mariana Vitória, Rainha Consorte de Portugal e dos Algarves, d'Aquém e d'Além-Mar em África, Senhora da Guiné e da Conquista, Navegação e Comércio da Etiópia, Arábia, Pérsia e Índia, etc.

## Descendência
| Nome | Retrato | Longevidade                                                                                                  | Notas |
| Havidos de José I de Portugal (31 de março de 1718 – 15 de janeiro de 1781; casados a 19 de janeiro de 1729) | Havidos de José I de Portugal (31 de março de 1718 – 15 de janeiro de 1781; casados a 19 de janeiro de 1729) | Havidos de José I de Portugal (31 de março de 1718 – 15 de janeiro de 1781; casados a 19 de janeiro de 1729) | Havidos de José I de Portugal (31 de março de 1718 – 15 de janeiro de 1781; casados a 19 de janeiro de 1729)      |
| --- | --- | --- | --- |
| Maria I de Portugal                                                                                          | Retrato de uma senhora de meia-idade, muito pálida, de vestido prateado com mangas de renda, um manto cor-de-rosa de pele de arminho, e uma faixa verde e vermelha com uma Cruz de Cristo pendente. Com uma peruca branca empoada e um véu fino com jóias e penas. Aponta para a Coroa Real, em cima de uma almofada de veludo numa mesa ao seu lado. | 17 de dezembro de 1734 – 20 de março de 1816                                                                 | Rainha de Portugal, a título próprio, de 1777 a 1816. Casou-se com o Infante D. Pedro, seu tio. Com descendência. |
| Maria Ana Francisca de Bragança                                                                              | Retrato a três quartos de uma senhora de cabelos castanhos, apanhados em duas tranças, de pé ao lado de um cravo, e envergando um vestido verde e azul e uma capa encarnada. | 7 de outubro de 1736 – 16 de maio de 1813                                                                    | Seguiu com a restante família real para o Brasil, onde veio a falecer.                                            |
| Maria Doroteia de Bragança                                                                                   | Retrato a três quartos de uma senhora de cabelos castanhos, apanhados numa trança comprida, envergando um vestido de seda púrpura e uma capa verde, e empunhando um leque. | 21 de setembro de 1739 – 14 de janeiro de 1771                                                               | Foi-lhe proposto casar com Luís Filipe II, Duque de Orleães, mas ela recusou-se.                                  |
| Maria Benedita de Bragança                                                                                   | Retrato de busto de uma senhora de meia-idade, com uma peruca empoada com um pequeno véu preso por um ramalhete de flores, com um vestido simples de cor branca. | 25 de julho de 1746 – 18 de agosto de 1829                                                                   | Casou-se com o sobrinho, D. José, Príncipe do Brasil, em 1777. Não houve descendência.                            |